# 柏林地鐵1號線
柏林地铁1号线（德語：U-Bahn-Linie U1）是德国柏林市中心以南的一條地鐵路線，於1902年2月18日開始營運，由华沙街至乌兰德街，全长8.814km，路線呈東西走向，全長約9.0公里。
自1966年起，自西里西亚门站至维滕贝格广场站间的地铁线路被编号为1号线，线路西段的终点经过两次更改。线路东段是柏林最早的地铁线路，该段线路大部分在地面。